# Abrostola anophioides
Abrostola anophioides là một loài bướm đêm thuộc họ Noctuidae. Nó được tìm thấy ở đông nam châu Á, bao gồm Darjeeling và Đài Loan.